# Cashbox
Cashbox was een wekelijks verschijnend muziekmagazine, die van juli 1942 tot 16 november 1996 werd gepubliceerd. Intussen werd het magazine als online-editie in ere hersteld. 

## Geschiedenis
Cashbox was een der publicaties, die lijsten van populaire muzieknummers in de Verenigde Staten opmaakten. De meest prominente concurrenten waren Billboard en Record World.
In tegenstelling tot Billboard had Cashbox oorspronkelijk alle beschikbare opnamen van een song in een hitlijstpositie geplaatst, voorzien met informatie van de respectievelijke artiest en uitgevende labels van de respectievelijke versie en alfabetisch gesorteerd op firma. Daardoor was aanvankelijk ook niet herkenbaar, welke opname het beste was worden verkocht, maar vanaf de uitgave van 25 oktober 1952 werd een ster geplaatst naast de namen van de belangrijkste artiesten. Cashbox publiceerde vanaf het voorjaar van 1950 ook jukeboxhitlijsten met extra informatie van de opnemende artiesten.
Er werden meerdere hitlijsten gehanteerd, namelijk alle plaatverkopen en radio-airplay, net zoals Billboard met zijn Billboard Hot 100, waarmee werd getracht om alle populatiteitsramingen aan het eind van een samenvattende lijst weer te geven. Bijkomend werden door Cashbox nog genre-georiënteerde lijsten gehanteerd, zoals voor countrymuziek en rhythm-and-blues.
Cashbox werd in 2006 met toestemming en steun van de familie van de oprichter George Albert, als internet-magazine in ere hersteld en publiceert weleens gedrukte speciale edities.